# Apolonia Eibl
Apolonia Eibel z Popków (także Emilia Anna Eibel lub Eibl, secundo voto Bruner, ur. 1844, zm. 1 listopada 1876 w Warszawie)  – polska aktorka teatralna i śpiewaczka wodewilowa.

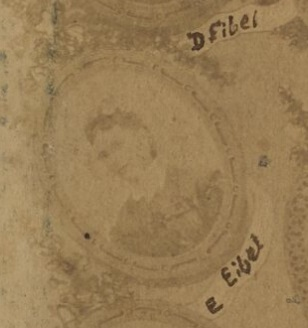
Apolonia Eibl vel Eibel w 1868 r.

## Kariera teatralna
Występowała w zespołach teatrów prowincjonalnych: Pawła Ratajewicza (1868, 1871-1874), Anastazego Trapszy (1869-1870, 1873-1874), Antoniego Raszewskiego (1870), Dionizego Feliksiewicza (1870), a także w warszawskich teatrach ogródkowych: "Eldorado" i "Alhambra". Przez krótki okres w sez. 1872/1873 była związana z teatrem poznańskim jako śpiewaczka wodewilowa. Po śmierci pierwszego męża (1874) została zwolniona przez Anastazego Trapszę i zakończyła karierę teatralną. Wystąpiła m.in. w rolach:  Elizy (O chlebie i wodzie J. Miłkowskiego), Basi (Majster i czeladnik), Zofii (Zrzędność i przekora) i Leona (Grzeszki babuni).

## Życie prywatne
Jej pierwszym mężem był aktor Daniel Eibl, a drugim również aktor Władysław Bruner. 